# Kohleria warszewiczii
Kohleria warszewiczii är en tvåhjärtbladig växtart som först beskrevs av Eduard August von Regel, och fick sitt nu gällande namn av Johannes von Hanstein. Kohleria warszewiczii ingår i släktet Kohleria och familjen Gesneriaceae. Inga underarter finns listade i Catalogue of Life.

## Bildgalleri

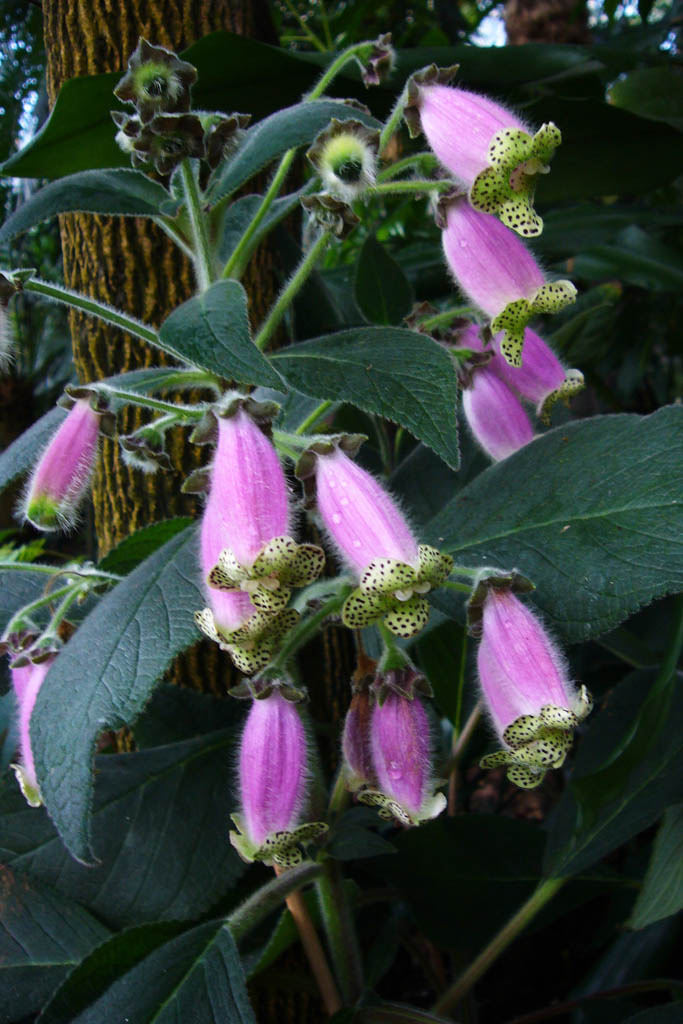